# Michal Sabolčík
Michal Sabolčík (3. června 1924 Soľ – 27. července 1995 Bratislava) byl slovenský a československý politik Komunistické strany Slovenska, poúnorový poslanec Národního shromáždění ČSSR, poslanec Sněmovny lidu a Sněmovny národů Federálního shromáždění za normalizace, ministr vlád Československa a diplomat.

## Biografie
V letech 1950–1957 byl předsedou MNV v rodné obci Soľ. Zastával pak četné stranické a státní posty. V letech 1958–1961 byl vedoucím oddělení Ústředního výboru KSS, v letech 1962–1968 členem ÚV a předsednictva ÚV KSS. XII. sjezd KSČ ho zvolil za kandidáta Ústředního výboru Komunistické strany Československa. Do funkce člena ÚV KSČ byl převeden 20. září 1963. XIII. sjezd KSČ ho ve funkci člena ÚV KSČ potvrdil. V období září 1963 – duben 1968 byl kandidátem předsednictva ÚV KSČ. V letech 1961–1963 působil coby místopředseda Slovenské národní rady (poslancem SNR byl se stal po doplňovací volbě roku 1961 a v SNR zasedal do roku 1971) a předseda Slovenské plánovací komise.
Ve volbách roku 1964 byl zvolen za KSS do Národního shromáždění ČSSR za Východoslovenský kraj. V Národním shromáždění zasedal až do konce volebního období parlamentu v roce 1968.
K roku 1968 se profesně uvádí jako velvyslanecký rada z obvodu Košice-západ. Jeho politická kariéra pokračovala i po invazi vojsk Varšavské smlouvy do Československa za normalizace. V letech 1968–1970 působil v diplomatických službách, od roku 1971 byl ministrem pověřeným řízením Federálního cenového úřadu. Na tomto postu působil ve druhé vládě Lubomíra Štrougala, třetí vládě Lubomíra Štrougala, čtvrté vládě Lubomíra Štrougala a páté vládě Lubomíra Štrougala až do roku 1988. V roce 1974 mu byl udělen Řád práce a roku 1984 Řád republiky.
Trvale rovněž působil v nejvyšších zákonodárných sborech. Po federalizaci Československa usedl roku 1969 do Sněmovny lidu Federálního shromáždění (volební obvod Košice). Ve Sněmovně lidu setrval do konce volebního období parlamentu, tedy roku 1971, kdy ve volbách roku 1971 přešel do Sněmovny národů. V ní obhájil mandát ve volbách roku 1976, volbách roku 1981 a volbách roku 1986. V parlamentu zasedal až do ledna 1990, kdy rezignoval na poslanecký post v rámci procesu kooptace do Federálního shromáždění po sametové revoluci.